# Van Hool A310
De Van Hool A310 is een type midibus van de Belgische fabrikant Van Hool. De bus werd ontwikkeld als bredere versie van de A308 en A309. In 1995 werd een enkele prototypebus gebouwd, welke uiteindelijk bij een buspachter terecht zou komen.. Door tegenvallende interesse is de bus niet verder ontwikkeld en vrij kort na het bouwen van het prototype weer uit productie gehaald.
| Staca | 300289 | 1 | 1995 | Vlaams-Brabant | Voormalig prototypebus |